# Habropogon bacescui
Habropogon bacescui är en tvåvingeart som beskrevs av Weinberg 1973. Habropogon bacescui ingår i släktet Habropogon och familjen rovflugor. Inga underarter finns listade i Catalogue of Life.